# Universidade Técnica Tadeusz Kościuszko
A Universidade Técnica Tadeusz Kościuszko (em polaco: Politechnika Krakowska im. Tadeusza Kościuszki) é uma universidade técnica localizada em Cracóvia, na Polónia. A instituição foi fundada em 1946 mas não ganhou a plena autonomia até 1954.

## História[2]
A Universidade Técnica Tadeusz Kosciusko, cujo nome homenageia o herói polonês Tadeusz Kościuszko, foi fundada depois da II Guerra Mundial. Na sequência da perda da cidade de Lviv e da sua universidade técnica, surgiu a necessidade da criação de uma instituição análoga no território nacional. Fundada a 6 de outubro de 1946 como faculdades técnicas da Universidade de Ciência e Tecnologia, passou a ser uma universidade independente em 1954.

## Faculdades
Desde então, a Universidade Técnica Tadeusz Kosciuszko recebe 4500 alunos novos a cada ano numa das suas sete faculdades:
- Faculdade de Arquitetura,
- Faculdade de Engenharia electrotécnica e de computadores
- Faculdade de Engenharia civil
- Faculdade de Engenharia do ambiente
- Faculdade de Engenharia química e tecnologia
- Faculdade de Engenharia mecânica
- Faculdade de Física, Matemática e Ciência da computação

## Ranking
Em 2008, a Universidade Técnica Tadeusz Kosciuszko foi escolhida a melhor universidade técnica na Polónia numa classificação criada pelo jornal Newsweek da Polónia.